# Cerotachina albula
Cerotachina albula är en tvåvingeart som beskrevs av Arnaud 1963. Cerotachina albula ingår i släktet Cerotachina och familjen parasitflugor. Inga underarter finns listade i Catalogue of Life.